# Joan Gaspart
Joan Gaspart Solves (Barcelona, 11 oktober 1944) is een Spaanse hotelier en voormalig bestuurslid en president van FC Barcelona.
Gaspart is eigenaar van de hotelketen "Hosteleria Unida Sociedad Anónima" (HUSA), maar de meeste bekendheid vergaarde hij in dienst van FC Barcelona. Onder clubpresident Josep Lluís Núñez gold hij vanaf 1978 als vicepresident. In 1992, na de winst van FC Barcelona in de finale van de Europa Cup I tegen Sampdoria op Wembley, baarde Gaspart opzien door in zijn onderbroek een duik in de rivier de Theems te maken.
Na het aftreden van Núñez in 2000, werd Gaspart door de leden van FC Barcelona verkozen tot nieuwe president. Hij ontving 55% van de stemmen, terwijl zijn enige concurrent Lluis Bassat 43% van de stemmers achter zich kreeg. Gaspart maakte zijn verkiezingsbelofte om Marc Overmars, Emmanuel Petit en Gerard López te contracteren snel waar, maar enkele dagen na zijn aantreden verloor hij wel een van zijn grootste sterren toen de Portugese aanvaller Luís Figo de verboden overstap naar aartsrivaal Real Madrid maakte. Onder Gaspart kwam FC Barcelona in een sportieve en economische crisis terecht. Er werd op voetbalgebied geen enkele officiële prijs meer gewonnen (de basketbal- en handbalafdeling presteerden overigens wel goed). Daarnaast werd er onder het bewind van Gaspart bijna 200 miljoen euro aan nieuwe spelers besteed, waarvan een groot aantal zoals Petit, Alfonso, Geovanni en Christanval hun hoge transfersom totaal niet waard blijken te zijn. Verder ging Gaspart totaal verkeerd om met het door Núñez opgebouwde kapitaal van FC Barcelona: de club was eind jaren negentig nog een van de rijkste clubs ter wereld, maar komt onder Gaspart in een economische crisis met uiteindelijk grote schulden. De neergang van FC Barcelona onder Gaspart wordt wellicht nog het beste aangegeven door het vertrek van clubicoon Josep Guardiola aan het eind van het seizoen 2000/01. Een jaar later nam Gaspart halverwege 2002 een zeer omstreden beslissing door Louis van Gaal opnieuw aan te stellen als trainer van FC Barcelona. Bij het vertrek van de Nederlander in 2000 waren Gaspart en Van Gaal nog grote vijanden. Bovendien leidde de terugkeer van Van Gaal tot het vertrek van de grote vedette Rivaldo en de populaire routiniers Abelardo Fernández en Sergi Barjuán. Van Gaal kon echter geen verandering brengen aan de slechte situatie waarin FC Barcelona verkeerde en de druk op Gaspart en de Nederlandse coach nam steeds verder toe. In december 2002 begon de groep "Alternativa Blaugrana" handtekeningen te verzamelen om een referendum te kunnen organiseren over het aftreden van Gaspart. De benodigde 4500 handtekeningen werden echter niet binnen de in de clubregels vastgelegde termijn gehaald, waardoor Gaspart mocht aanblijven als president. Eind januari 2003 kreeg Louis van Gaal zijn ontslag aangezien de prestaties tegen bleven vallen. De druk op Gaspart hield echter onveranderd aan en enkele weken na het vertrek van Van Gaal besloot Gaspart op 13 februari 2003 zijn functie als president van FC Barcelona neer te leggen. Hij werd tijdelijk opgevolgd door vicepresident Enric Reyna, totdat advocaat Joan Laporta in juni 2003 verkozen wordt tot nieuwe president.
Na zijn mislukte tijd als voorzitter bij FC Barcelona, besloot Gaspart enkele jaren later het nogmaals te proberen als voorzitter van een voetbalclub. Ditmaal bestuurde hij het kleine UE Sant Andreu, dat destijds in de Segunda División B speelde.